# Gonomyia gilvipennis
Gonomyia gilvipennis là một loài ruồi trong họ Limoniidae. Chúng phân bố ở miền Cổ bắc.